# Carex middendorffii
Carex middendorffii är en halvgräsart som beskrevs av Friedrich Schmidt. Carex middendorffii ingår i släktet starrar, och familjen halvgräs.

## Underarter
Arten delas in i följande underarter:
- C. m. kirigaminensis
- C. m. middendorffii